# 泥河 (泥黑河)
泥河，位于安徽省中北部，是淮河左岸支流，又与黑河合称为泥黑河，原发源于凤台县北部古店乡米集村，后经20世纪凤台县理顺水系，今泥河源自茨淮新河南岸塘路沟电灌站，向东偏南流入淮南市潘集区，于潘集区东南与黑河汇流，汇流处河面变宽为300～1100米。汇流后的泥黑河经青年闸和汤鱼湖行洪区，至尹家沟闸注入淮河。全长62公里，流域面积606平方公里。泥黑河穿行于淮北平原，比降很小，土质疏松，极易淤淀，又受黄泛影响，泄水不畅。泥河和黑河之间水灾频繁。